# Gonomyia callisto
Gonomyia callisto là một loài ruồi trong họ Limoniidae. Chúng phân bố ở vùng nhiệt đới châu Phi.